# Golden Valley (Nevada)
Golden Valley es un lugar designado por el censo ubicado en el condado de Washoe en el estado estadounidense de Nevada. En el año 2010 tenía una población de 1.556 habitantes.

## Geografía
Golden Valley se encuentra ubicado en las coordenadas 39°37′4″N 119°49′23″O / 39.61778, -119.82306.